# Ludvig den yngre
Ludvig den yngre, Ludvig III, (franska: Louis III le Jeune) (född cirka 830, död 20 januari 882) frankisk karolingisk kung av östfrankiska riket 876-882. Son till Ludvig den tyske. Han var gift med Liutgard av Sachsen.
Ludvig efterträdde sin far 876, varpå hans missnöjde bror Karl den tjocke genast begav sig till sina domäner för att utvidga sitt, i hans tycke, undermåliga arv. 
Ludvig intygade åter inför trettio vittnen att han inte brutit mot faderns önskan, men Karl lät sig inte imponeras men gick dock med på ett tillfälligt eldupphör mellan bröderna. Han fortsatte emellertid uppmarschen och var snart redo att döda broder intill Andernach. Ludvig blev emellertid varskodd av ärkebisopen i Köln och utgick med segern 8 oktober 876.
Efter Ludvig den stammandes död 879 vände Ludvig blicken mot västfrankiska riket. Under förevändningen att två av den västfrankiska kungens söner, Ludvig III och Karloman II, var illegitima, invaderade han Lothringen, som tillföll honom genom fördraget i Verdun, och fortsatte därefter in i Champagne men tvingades då till reträtt med stora förluster.
Då han fick höra att hans bror Karloman av Bayern låg sjuk, begav han sig genast till honom för att övertyga honom om att välja sonen Arnulf till tronarvinge. 
Efter att ha lagt Bayern till sina domäner samlade Ludvig alla sina styrkor för att bemöta angrepp från vikingar. Under 881 bekämpade han dem först med stor framgång och fördrev dem vid Saucourt, men led sedan ett stort nederlag. Ludvig dog 20 februari 882 i Frankfurt då han var sysselsatt med att ställa upp nya trupper, och han begravdes i klostret i Lorsch intill sin bror Karloman.